# 国家邮政局
国家邮政局，是中华人民共和国国务院负责邮政行政管理的副部级国务院部委管理的国家局，现由中华人民共和国交通运输部管理。国家邮政局负责拟订邮政行业政策和规划，承担邮政（含快递公司）监管责任。

## 沿革
1948年，中央决定设立华北人民政府交通部邮电总局，主管邮电事务。1949年，华北人民政府调整组建华北人民政府交通部邮政总局，为华北行政区邮政主管部门。
1949年11月1日，中央人民政府郵電部成立，同年12月郵電部召開全國郵政會議，將原先中華民國交通部郵政總局的產業予以接收，划归为中国人民邮政所有；12月27日，中央郵政經濟委員會第九次會議決定成立郵政總局。1954年，中华人民共和国邮电部成立。
1970年，原邮电部并入中华人民共和国交通部，称“交通部邮政总局”。1973年，恢复组建中华人民共和国邮电部。
1994年3月1日，国务院批准郵電部機構改革方案，郵政總局由機關行政序列分離，成為專業核算的企業局。1995年10月4日，郵政總局在中华人民共和国国家工商行政管理局註冊了企業法人營業執照，獲得法人資格，企業名稱為「中國郵電郵政總局」，簡稱「中國郵政」。
1998年3月，《国务院机构改革方案》通过，撤销邮电部并组建信息产业部，成立国家邮政局，由信息产业部管理。
2005年7月20日，國務院常務會議通過中國郵政「政企分開、郵儲分離、完善機制」的體制改革方案：組建新的國家郵政局，由信息产业部管理，作為政府機構依法監管郵政市場，並協調郵政普遍服務與機要通信等特殊服務的實施；組建中國郵政集團公司，作為國有獨資企業經營各類郵政業務；成立由中國郵政集團公司控股的中國郵政儲蓄銀行，實現金融業務規範化經營；完善郵政普遍服務機制、特殊服務機制、安全保障機制和價格形成機制。2006年8月28日國務院以國函〔2006〕79號批覆，原則同意《中國郵政集團公司組建方案》和《中國郵政集團公司章程》，並指示「中國郵政集團公司」在原郵政總局所屬的經營性資產和部份企事業單位基礎上，依照《中华人民共和国全民所有制工业企业法》組建，不設董事會，出資人職責暫由財政部代表國務院履行，實行總經理負責制，總經理為公司法定代表人。中國郵政集團註冊資金800億元人民幣，但實有國有資本數額待公司正式成立後，財政部進行資產評估和審計驗資後核定。
2006年11月27日，原國家郵政局在北京市西城區宣武門西大街131號辦公樓召開最後一屆全體機關幹部大會，宣佈留任國家郵政局的具體人選；11月28日，重組後的國家郵政局舉行全體幹部大會。11月29日，中國郵政集團公司在中华人民共和国国家工商行政管理总局註冊登記，註冊號為1000001001822。同年12月31日，中國銀監會批准中國郵政集團公司控股的中國郵政儲蓄銀行開業。2007年1月29日10時30分，國家郵政局和中國郵政集團公司在人民大會堂舉行揭牌儀式。當天稍後，國家郵政局在北京西直門辦公樓前，中國郵政集團公司在北京西便門辦公樓前，分別舉行掛牌儀式。3月20日（農曆二月初二）10時，中國郵政儲蓄銀行在北京總部大樓舉行成立暨掛牌儀式。
2008年3月15日，第十一届全国人民代表大会第一次会议通过《第十一届全国人民代表大会第一次会议关于国务院机构改革方案的决定》，批准《国务院机构改革方案》。方案规定：“组建交通运输部。将交通部、中国民用航空总局的职责，建设部的指导城市客运职责，整合划入交通运输部。组建国家民用航空局，由交通运输部管理。国家邮政局改由交通运输部管理。保留铁道部，继续推进改革。不再保留交通部、中国民用航空总局。”
2020年4月2日，国家邮政局、工业和信息化部印发《关于促进快递业与制造业深度融合发展的意见》，提出到2025年，快递业服务制造业范围持续拓展，深度融入汽车、消费品、电子信息、生物医药等制造领域。

## 职责
根据《国家邮政局主要职责内设机构和人员编制规定》，国家邮政局承担下列职能：
1. 拟订邮政行业的发展战略、规划、政策和标准，提出深化邮政体制改革和促进邮政与交通运输统筹发展的政策建议，起草邮政行业法律法规和部门规章草案。
2. 承担邮政监管责任，推动建立覆盖城乡的邮政普遍服务体系，推进建立和完善普遍服务和特殊服务保障机制，提出邮政行业服务价格政策和基本邮政业务价格建议，并监督执行。
3. 负责快递等邮政业务的市场准入，维护信件寄递业务专营权，依法监管邮政市场。
4. 负责监督检查机要通信工作，保障机要通信安全。
5. 负责邮政行业安全生产监管，负责邮政行业运行安全的监测、预警和应急管理，保障邮政通信与信息安全。
6. 负责邮政行业统计、经济运行分析及信息服务，依法监督邮政行业服务质量。
7. 负责纪念邮票的选题和图案审查，负责审定纪念邮票和特种邮票年度计划。
8. 代表国家参加国际邮政组织，处理政府间邮政事务，拟订邮政对外合作与交流政策并组织实施，处理邮政外事工作，按照规定管理涉及港澳台工作。
9. 垂直管理各省（自治区、直辖市）邮政管理局。
10. 承办国务院及交通运输部交办的其他事项。

## 机构设置
根据《国家邮政局主要职责内设机构和人员编制规定》，国家邮政局内设机构为副司局级，设置下列机构：

### 内设机构
- 办公室（外事司）
- 政策法规司
- 普遍服务司（机要通信司）
- 市场监管司（安全监督管理司）
- 人事司
- 机关党委

### 直属机构
- 北京市邮政管理局
- 天津市邮政管理局
- 河北省邮政管理局
- 山西省邮政管理局
- 内蒙古自治区邮政管理局
- 辽宁省邮政管理局
- 吉林省邮政管理局
- 黑龙江省邮政管理局
- 上海市邮政管理局
- 江苏省邮政管理局
- 浙江省邮政管理局
- 安徽省邮政管理局
- 福建省邮政管理局
- 江西省邮政管理局
- 山东省邮政管理局
- 河南省邮政管理局
- 湖北省邮政管理局
- 湖南省邮政管理局
- 广东省邮政管理局
- 广西壮族自治区邮政管理局
- 海南省邮政管理局
- 重庆市邮政管理局
- 四川省邮政管理局
- 贵州省邮政管理局
- 云南省邮政管理局
- 西藏自治区邮政管理局
- 陕西省邮政管理局
- 甘肃省邮政管理局
- 青海省邮政管理局
- 宁夏回族自治区邮政管理局
- 新疆维吾尔自治区邮政管理局

### 直属事业单位

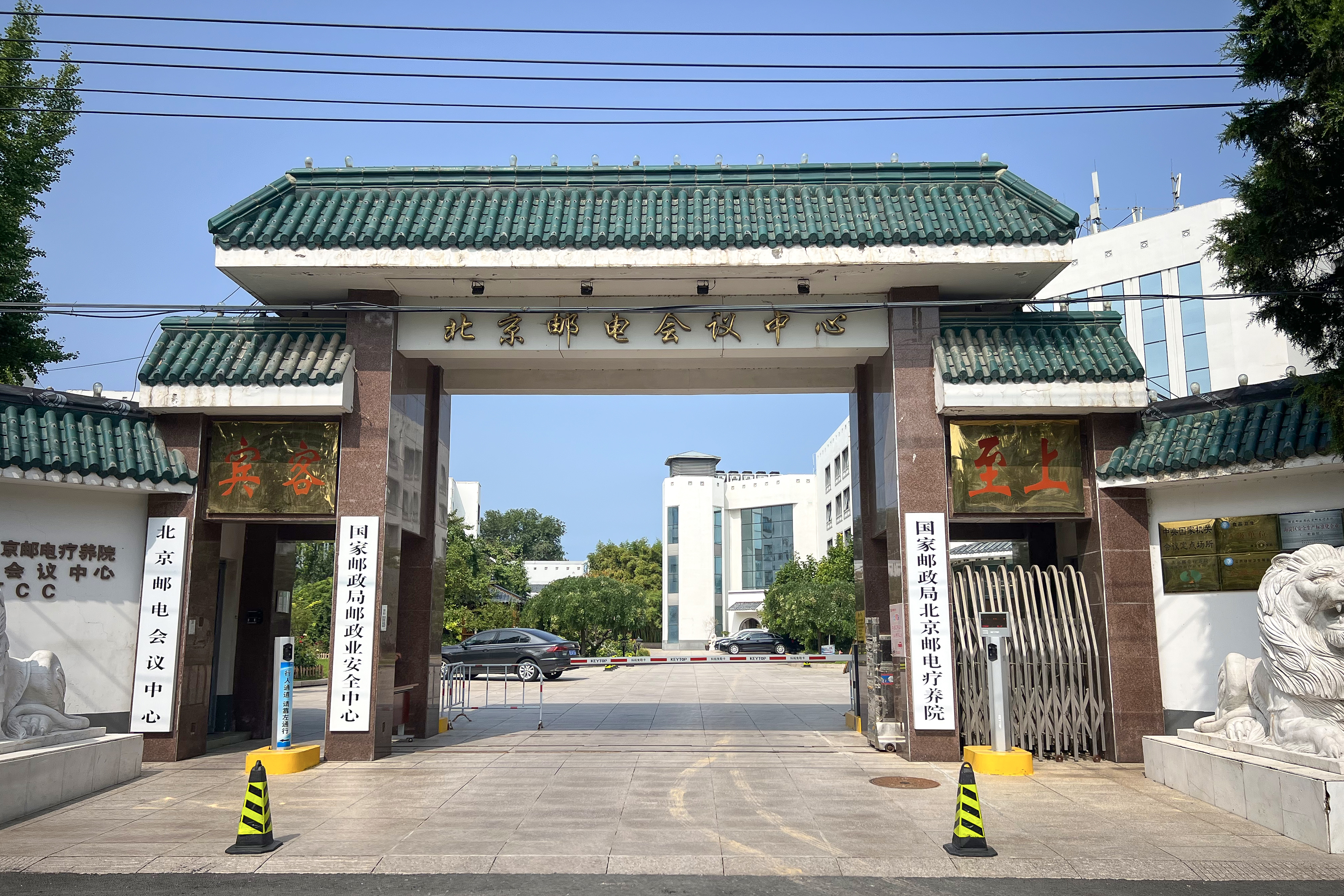
北京邮电会议中心（国家邮政局邮政业安全中心、北京邮电疗养院）

- 机关服务中心
- 发展研究中心
- 邮政业安全中心
- 北京邮电疗养院
- 职业技能鉴定指导中心
- 中国邮政快递报社

### 主管社会团体
- 中华全国集邮联合会
- 中国快递协会

## 历任领导
| 国家邮政局局长 1. 刘立清（1998年4月－2003年4月） 2. 刘安东（2003年4月－2006年11月） 3. 马军胜（2006年11月－2022年9月） 4. 赵冲久（2022年9月－，交通运输部党组成员兼） | 国家邮政局副局长 …… - 刘君（2012年10月－） - 廖进荣（2021年3月－） - 陈凯（2021年3月－） - 沈鸿雁（2025年3月－） |